# Obchodná

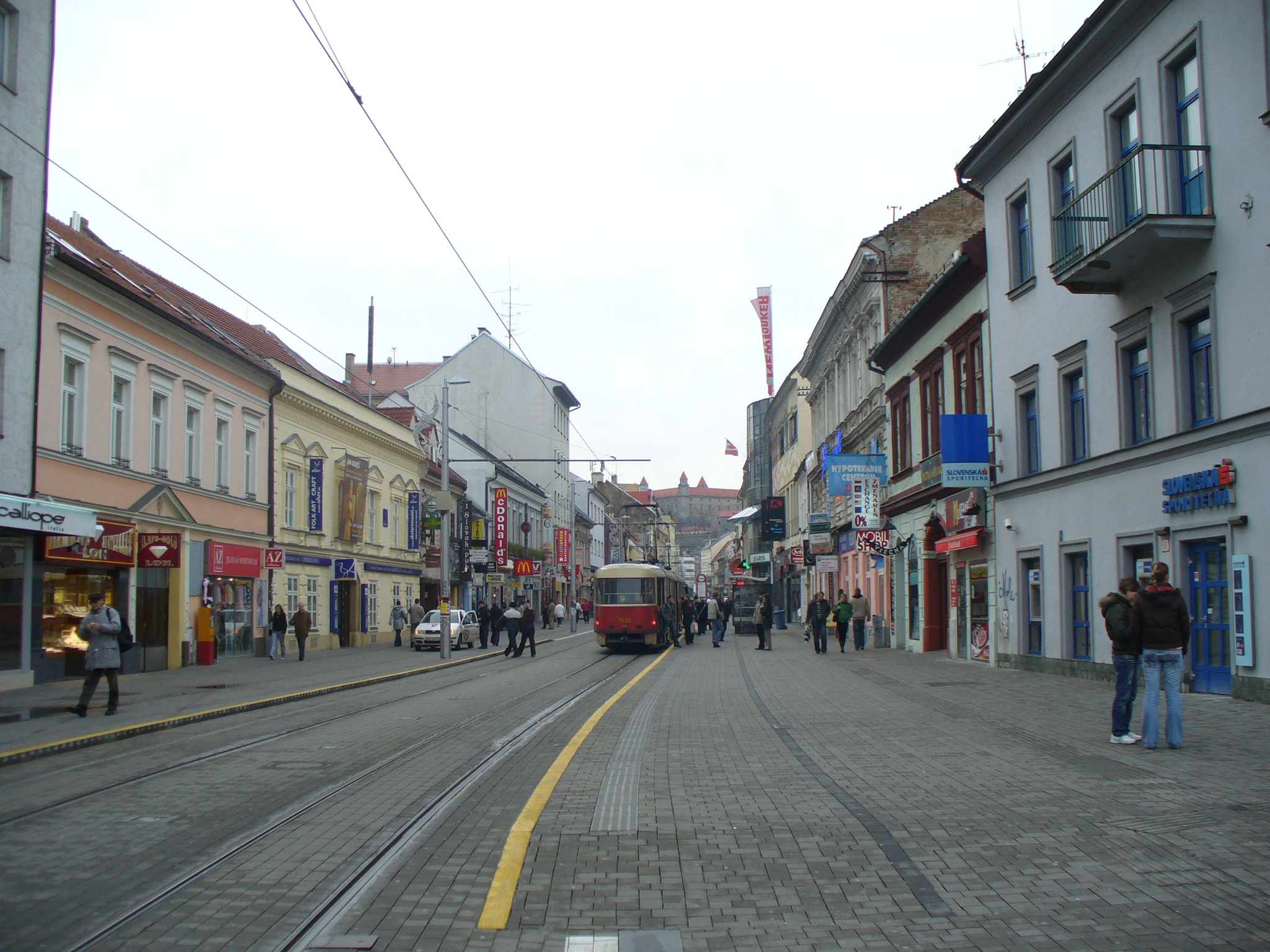
Ulica Obchodná

Obchodná – ulica na Starym Mieście w Bratysławie, w pobliżu zabytkowego centrum miasta. Rozpoczyna się na ulicy Michalská i kończy na Kollárovo námestie.
Ulica powstała jako główna ulicy dawnego Schöndorfského predmestia i prowadziła od Bramy Michalskiej do Bramy Schöndorfskej, znajdującej się na zewnętrznej palisadzie fortyfikacji miasta - stąd dawne nazwy Schöndorfergasse i Széplak utca. Budynki na ulicy pochodzą od XVIII wieku do czasów współczesnych.
Prawdopodobnie nazwę otrzymała ze względu na fakt, że jest jedną z głównych ulic w Bratysławie i praktycznie na całej długości składa się z  punktów handlowych i gastronomicznych. Jest częścią miejskiej promenady. W latach 2005 i 2006 została całkowicie odnowiona.